# Estació de Térmens
Térmens és una estació de ferrocarril de FGC situada a l'est de la població de Térmens, a la comarca de la Noguera. L'estació es troba a la línia Lleida - la Pobla de Segur per on circulen trens de les línies RL1 i RL2, amb destinació Balaguer i la Pobla de Segur respectivament.
Aquesta estació va entrar en servei l'any 1924 quan es va obrir el tram entre Lleida i Balaguer. Segons el Pla Territorial de l'Alt Pirineu i Aran el tram entre Lleida i Balaguer té la consideració de «servei regional d'aportació a la xarxa d'altes prestacions amb potencial de xarxa de rodalia de Lleida», en contraposició al tram prepirinenc de consideració regional «que dona servei a una població quantitativament modesta i a una demanda de mobilitat obligada molt feble».
L'any 2016 va registrar l'entrada de 1.000 passatgers.
L'edifici és una obra de Térmens (Noguera) inclosa a l'Inventari del Patrimoni Arquitectònic de Catalunya.

## Història
Aquesta estació va ser construïda per RENFE i va ser posada en servei l'any 1924 quan es va inaugurar el tram de línia fèrria entre Lleida i Balaguer (dins la futura línia que uniria Lleida amb la Pobla de Segur). Igual que altres estacions de la línia, considerada deficitària, RENFE se'n va desprendre i fou reformada com a habitatge a la planta superior i com a bar a la planta baixa. L'estació fou substituïda per una senzilla marquesina situada a l'altra banda de la via i a uns 200 m més al sud-oest a finals dels any 90 del segle xx.

## Serveis ferroviaris
| Línia Lleida - la Pobla de Segur de FGC |                      |                   |                        |                        |          |
| Procedència/Destinació                  | <                    | Línia             | >                      | Procedència/Destinació |          |
| Lleida Pirineus                         | Vilanova de la Barca |                   | Vallfogona de Balaguer | Balaguer               | Balaguer |
| Lleida Pirineus                         | Vilanova de la Barca | La Pobla de Segur | Vallfogona de Balaguer |                        |          |

## Edifici
L'edifici de l'estació de ferrocarril de Térmens està situat a l'est del nucli urbà, a la confluència entre la carretera C-13 i el carrer de l'Estació.
Consisteix en una senzilla construcció de planta rectangular, feta amb maó i que consta de planta baixa i pis. Està orientat en paral·lel al traçat de la via i a la carretera C-13 de Balaguer a Lleida.
Va ser profundament reformada quan va perdre la funció com a estació de viatgers. Originalment l'edifici tenia una teulada a doble vessant amb el carener longitudinal, sota la qual hi havia una cornisa amb un petit fris. Aquest fris, llis i rematat amb la cornisa, encara es pot observar en les parts superiors de les quatre façanes i és l'únic element decoratiu visible que resta de l'antiga estació.
La teulada ha estat substituïda per un tercer pis, de dimensions més reduïdes que el cos principal de l'edifici i que aprofita l'espai de l'antiga golfa sota la teulada. Les façanes i les seves obertures han estat modificades fins al punt en què no es reconeix la simetria que oferien originalment. A la banda sud-oest s'hi ha afegit una terrassa sobre senzills pilars de totxo i a l'angle nord-oest de l'edifici original s'hi ha afegit un altre cos rectangular que acaba de desnaturalitzar l'aspecte simètric de l'antiga estació.

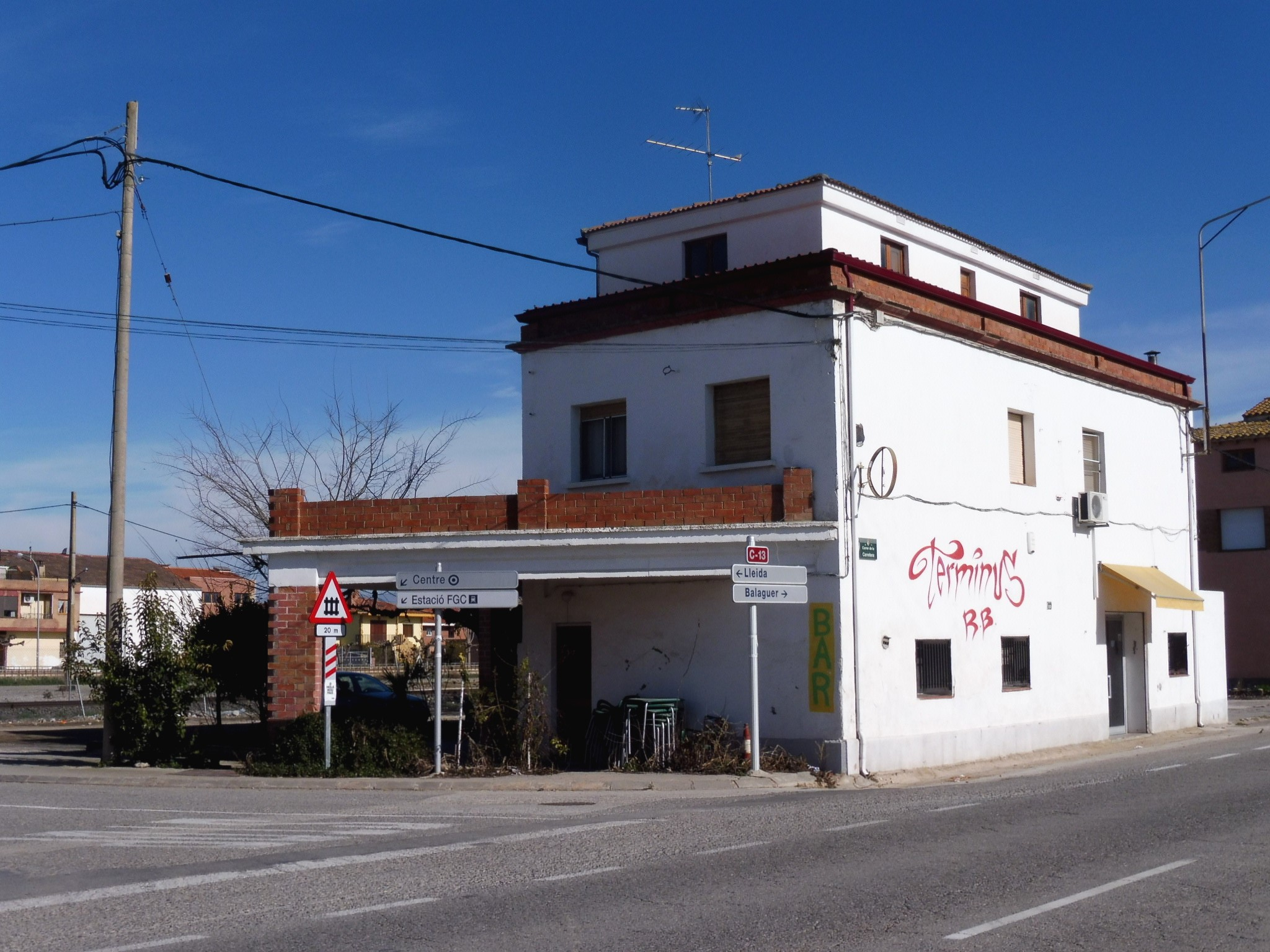
Edifici de l'estació de 1924
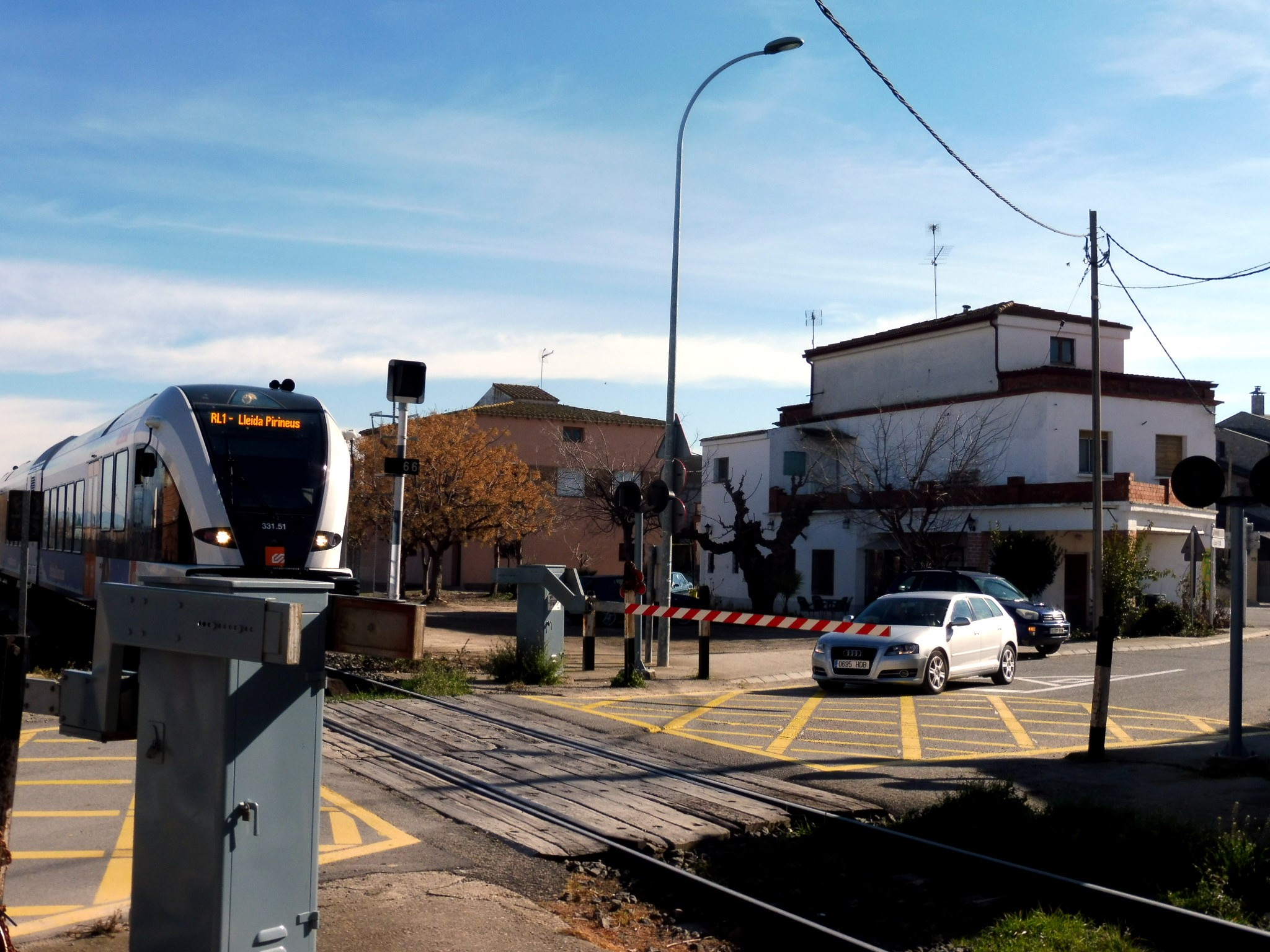
Unitat 331 en servei RL1 Lleida passant per l'antiga estació